# Benevento Calcio 2012-2013
Questa voce raccoglie le informazioni riguardanti il Benevento Calcio nelle competizioni ufficiali della stagione 2012-2013.

## Divise e sponsor
Lo sponsor tecnico per la stagione 2012-2013 è Mass, mentre lo sponsor ufficiale è Italian Vento Power Corporation
| Casa | Trasferta | Terza divisa |

## Organigramma societario
Dal sito ufficiale della società
Area direttiva
- Presidente: Oreste Vigorito
- Amministratore Delegato:
- Area contabilità:

Area organizzativa
- Segretario generale:
- Addetta segreteria:
- Team manager:
- Responsabile Sicurezza Stadio:
- Vice delegato sicurezza stadio:
- Delegato Rapporto coi tifosi:

Area comunicazione
- Responsabile della comunicazioni:

Area tecnica
- Direttore sportivo:
- Allenatore:
- Allenatore in seconda:
- Preparatore dei portieri:
- Preparatore atletico:

Area sanitaria
- Responsabile sanitario:
- Medico sociale:
- Medico sociale:
- Fisioterapista:
- Nutrizionista:
- Magazziniere:

## Rosa
| N. |                    | Ruolo | Calciatore          |
| -- | ------------------ | ----- | ------------------- |
|    | Italia (bandiera)  | P     | Piergraziano Gori   |
|    | Romania (bandiera) | P     | Claudio Ioan Baican |
|    | Italia (bandiera)  | P     | Roberto Mancinelli  |
|    | Italia (bandiera)  | D     | Ivan Pedrelli       |
|    | Italia (bandiera)  | D     | Andrea Signorini    |
|    | Italia (bandiera)  | D     | Emanuele D'Anna     |
|    | Italia (bandiera)  | D     | Michele Rinaldi     |
|    | Italia (bandiera)  | D     | Michele Anaclerio   |
|    | Italia (bandiera)  | D     | Angelo Siniscalchi  |
|    | Italia (bandiera)  | D     | Riccardo Bolzan     |
|    | Italia (bandiera)  | D     | Andrea Mengoni      |
|    | Croazia (bandiera) | C     | Ivan Rajčić         |
|    | Italia (bandiera)  | C     | Carlo De Risio      |

| N. |                            | Ruolo | Calciatore         |
| -- | -------------------------- | ----- | ------------------ |
|    | Rep. Dominicana (bandiera) | C     | Vinicio Espinal    |
|    | Italia (bandiera)          | C     | Alessio Cristiani  |
|    | Paraguay (bandiera)        | C     | José Montiel       |
|    | Italia (bandiera)          | C     | Marco Mancosu      |
|    | Italia (bandiera)          | C     | Lorenzo Carotti    |
|    | Italia (bandiera)          | C     | Guido Davì         |
|    | Italia (bandiera)          | A     | Cristian Altinier  |
|    | Italia (bandiera)          | A     | Domenico Germinale |
|    | Italia (bandiera)          | A     | Cristian Buonaiuto |
|    | Italia (bandiera)          | A     | Mattia Montini     |
|    | Italia (bandiera)          | A     | Giacomo Cipriani   |
|    | Italia (bandiera)          | A     | Ettore Marchi      |
|    | Italia (bandiera)          | A     | Alessandro Marotta |

## Risultati

### Girone di andata
| Arbitro: | Saia (Palermo) |

|                         |           |              |
| Rantier 49’ Ciofani 85’ | Marcatori | 79’ Altinier |

| Arbitro: | Juan Luca Sacchi |

|                                 |           |  |
| Germinale 27’ (rig.) Marchi 69’ | Marcatori |  |

| Arbitro: | Ghersini (Genova) |

|                |           |                                  |
| Papasidero 42’ | Marcatori | 16’ (rig.) Germinale 80’ Montini |

| Arbitro: | Maresca (Napoli) |

|              |           |                                           |
| Pedrelli 33’ | Marcatori | 10’ (rig.) De Angelis 30’ (rig.) Castaldo |

| Arbitro: | Aureliano |

|  |           |                               |
|  | Marcatori | 18’ Mancosu 25’, 49’ Altinier |

| Arbitro: | Diego Bruno |

|               |           |  |
| Gǎlǎbinov 36’ | Marcatori |  |

| Benevento 14 ottobre 2012, ore CEST 7ª giornata | Benevento | 0 – 1 referto | Andria BAT | Stadio Ciro Vigorito (2.825 spett.) |
| \| \| \| \| \| \| Marcatori \| 34’ Comini \|    |           |               |            |                                     |
|                                                 |           |               |            |                                     |
|                                                 | Marcatori | 34’ Comini    |            |                                     |

| Arbitro: | Gaetano Intagliata |

|              |           |              |
| Cesarini 12’ | Marcatori | 16’ Altinier |

| Arbitro: | Riccardo Ros |

|                 |           |                           |
| Siniscalchi 21’ | Marcatori | 31’ Tiboni 43’ Silva Reis |

| Arbitro: | Claudio Bietolini (Firenze) |

|                               |           |  |
| Mancosu 54’ (rig.) Marchi 62’ | Marcatori |  |

| Arbitro: | Giuseppe Cifelli |

|                                  |           |                                 |
| A.Tulli 90+2’ Cejas 90+4’ (rig.) | Marcatori | 15’ (rig.) Mancosu 64’ Cipriani |

| Benevento 3 dicembre 2012, ore CET 12ª giornata | Benevento          | 0 – 0 referto | Frosinone | Stadio Ciro Vigorito (2.429 spett.)\| Arbitro: \| Gianluca Aureliano \| |
| Arbitro:                                        | Gianluca Aureliano |               |           |                                                                         |

| Arbitro: | Daniele Bindoni |

|                            |           |                               |
| Daffara 4’ Evacuo 47’, 87’ | Marcatori | 6’ (rig.) Mancosu 95’ Montiel |

| Arbitro: | Davide Ghersin |

|                   |           |              |
| Altinier 31’, 61’ | Marcatori | 76’ Scappini |

| Arbitro: | Saia (Palermo) |

|                             |           |                         |
| Burzigotti 53’ Carretta 82’ | Marcatori | 57’ Mancosu 90’ Montini |

### Girone di ritorno
| Arbitro: | Benassi (Bologna) |

|  |           |             |
|  | Marcatori | 37’ Ciofani |

| Arbitro: | Claudio Lanza |

|                           |           |                           |
| Giovinco 46’ Magnaghi 66’ | Marcatori | 20’ Mancosu 79’ Germinale |

| Arbitro: | Marini (Roma) |

|                                  |           |  |
| Mancosu 29’ Germinale 77’ (rig.) | Marcatori |  |

| Arbitro: | Chiffi (Padova) |

|  |           |                        |
|  | Marcatori | 55’ Marotta 63’ Marchi |

| Benevento 10 febbraio 2013, ore CET 20ª giornata | Benevento | 1 – 0 | Carrarese | Stadio Ciro Vigorito (2.547 spett.) |
| \| \| \| \| \| Mancosu 31’ \| Marcatori \| \|    |           |       |           |                                     |
|                                                  |           |       |           |                                     |
| Mancosu 31’                                      | Marcatori |       |           |                                     |

| Benevento 17 febbraio 2015, ore CET 21ª giornata                 | Benevento | 2 – 1         | Gubbio | Stadio Ciro Vigorito (2.892 spett.) |
| \| \| \| \| \| Marchi 52’, 54 ’ \| Marcatori \| 27’ Di Piazza \| |           |               |        |                                     |
|                                                                  |           |               |        |                                     |
| Marchi 52’, 54 ’                                                 | Marcatori | 27’ Di Piazza |        |                                     |

| Andria 3 marzo 2013, ore CET 22ª giornata           | Fidelis Andria | 1 – 1      | Benevento | Stadio Degli Ulivi (2.209 spett.) |
| \| \| \| \| \| Sy 27’ \| Marcatori \| 90’ D'Anna \| |                |            |           |                                   |
|                                                     |                |            |           |                                   |
| Sy 27’                                              | Marcatori      | 90’ D'Anna |           |                                   |

| Benevento 10 marzo 2013, ore CET 23ª giornata          | Benevento | 1 – 0 referto | Sorrento | Stadio Ciro Vigorito (4.286 spett.) |
| \| \| \| \| \| Germinale 58’ (rig.) \| Marcatori \| \| |           |               |          |                                     |
|                                                        |           |               |          |                                     |
| Germinale 58’ (rig.)                                   | Marcatori |               |          |                                     |

| Prato 17 marzo 2013, ore CET 24ª giornata                | Prato     | 1 – 1       | Benevento | Stadio Lungobisenzio (712 spett.) |
| \| \| \| \| \| Essabr 29’ \| Marcatori \| 16’ Marotta \| |           |             |           |                                   |
|                                                          |           |             |           |                                   |
| Essabr 29’                                               | Marcatori | 16’ Marotta |           |                                   |

| Pagani 22 marzo 2013, ore CET 25ª giornata | Paganese | 0 – 0 | Benevento | Stadio Marcello Torre (1.400 spett.) |

| Benevento 7 aprile 2013, ore 15:00 CEST 26ª giornata | Benevento | 1 – 0 | Latina | Ciro Vigorito (4.468 spett.) |
| \| \| \| \| \| Marotta 49’ \| Marcatori \| \|        |           |       |        |                              |
|                                                      |           |       |        |                              |
| Marotta 49’                                          | Marcatori |       |        |                              |

| Frosinone 14 aprile 2013, ore 15:00 CEST 27ª giornata | Frosinone       | 0 – 0 referto | Benevento | Stadio comunale Matusa (2.958 spett.)\| Arbitro: \| Chiffi (Padova) \| |
| Arbitro:                                              | Chiffi (Padova) |               |           |                                                                        |

| Arbitro: | Mangialardi (Pistoia) |

|             |           |                      |
| Montiel 19’ | Marcatori | 27’ Russo 81’ Evacuo |

| Arbitro: | Chiffi (Padova) |

|                           |           |  |
| Sabato 21’ Scappini 45+3’ | Marcatori |  |

| Benevento 12 maggio 2013, ore 15:00 CEST 30ª giornata | Benevento        | 0 – 0 referto | Barletta | Stadio Ciro Vigorito (2.142 spett.)\| Arbitro: \| Rapuano (Rimini) \| |
| Arbitro:                                              | Rapuano (Rimini) |               |          |                                                                       |

### Coppa Italia

#### Turni preliminari
| Arbitro: | Illuzzi |

|             |           |  |
| Mancosu 72’ | Marcatori |  |

| Livorno 12 agosto 2012, ore 20:30 CEST Secondo turno                        | Livorno   | 2 – 1         | Benevento | Stadio Armando Picchi |
| \| \| \| \| \| Dionisi 29’ (rig.) Luci 59’ \| Marcatori \| 52’ Germinale \| |           |               |           |                       |
|                                                                             |           |               |           |                       |
| Dionisi 29’ (rig.) Luci 59’                                                 | Marcatori | 52’ Germinale |           |                       |

## Statistiche
Statistiche aggiornate al 31 agosto 2012.

### Statistiche di squadra
| Competizione          | Punti | In casa | In casa | In casa | In casa | In casa | In casa | In trasferta | In trasferta | In trasferta | In trasferta | In trasferta | In trasferta | Totale | Totale | Totale | Totale | Totale | Totale | DR |
| Competizione          | Punti | G       | V       | N       | P       | Gf      | Gs      | G            | V            | N            | P            | Gf           | Gs           | G      | V      | N      | P      | Gf     | Gs     | DR |
| --------------------- | ----- | ------- | ------- | ------- | ------- | ------- | ------- | ------------ | ------------ | ------------ | ------------ | ------------ | ------------ | ------ | ------ | ------ | ------ | ------ | ------ | -- |
| Lega Pro              | 43    | 15      | 8       | 2       | 5       | 16      | 10      | 15           | 3            | 8            | 4            | 19           | 18           | 30     | 11     | 10     | 9      | 35     | 28     | +7 |
| Coppa Italia          | -     | 1       | 1       | 0       | 0       | 1       | 0       | 1            | 0            | 0            | 1            | 1            | 2            | 2      | 1      | 0      | 1      | 2      | 2      | 0  |
| Coppa Italia Lega Pro | -     | 2       | 2       | 0       | 0       | 3       | 1       | 2            | 1            | 0            | 1            | 1            | 2            | 4      | 3      | 0      | 1      | 4      | 2      | +2 |
| Totale                | -     | 18      | 11      | 2       | 5       | 20      | 11      | 18           | 4            | 5            | 6            | 21           | 15           | 36     | 15     | 10     | 11     | 41     | 32     | +9 |

### Andamento in campionato
| Giornata  | 1 | 2 | 3 | 4 | 5 | 6 | 7 | 8 | 9  | 10 | 11 | 12 | 13 | 14 | 15 | 16 | 17 | 18 | 19 | 20 | 21 | 22 | 23 | 24 | 25 | 26 | 27 | 28 | 29 | 30 |
| --------- | - | - | - | - | - | - | - | - | -- | -- | -- | -- | -- | -- | -- | -- | -- | -- | -- | -- | -- | -- | -- | -- | -- | -- | -- | -- | -- | -- |
| Luogo     | T | C | T | C | T | T | C | T | C  | C  | T  | C  | T  | C  | T  | C  | T  | C  | T  | C  | C  | T  | C  | T  | T  | C  | T  | C  | T  | C  |
| Risultato | P | V | V | P | V | P | P | N | P  | V  | N  | N  | P  | V  | N  | P  | V  | N  | V  | V  | V  | N  | V  | N  | N  | V  | N  | P  | P  | N  |
| Posizione |   |   |   | 7 |   |   |   |   | 12 |    |    |    | 11 |    | 11 | 12 | 12 |    |    |    | 6  | 7  | 5  | 6  |    | 5  | 6  | 6  | 6  | 6  |

Fonte:  GIRONE C STATISTICA, su lega-pro.com.
Legenda:

Luogo: C = Casa; T = Trasferta. Risultato: V = Vittoria; N = Pareggio; P = Sconfitta.

### Statistiche dei giocatori
Sono in corsivo i calciatori che hanno lasciato la società a stagione in corso.
| Giocatore      | Lega Pro | Lega Pro | Lega Pro    | Lega Pro   | Coppa Italia | Coppa Italia | Coppa Italia | Coppa Italia | Coppa Italia Lega Pro | Coppa Italia Lega Pro | Coppa Italia Lega Pro | Coppa Italia Lega Pro | Totale   | Totale | Totale      | Totale     |
| Giocatore      | Presenze | Reti     | Ammonizioni | Espulsioni | Presenze     | Reti         | Ammonizioni  | Espulsioni   | Presenze              | Reti                  | Ammonizioni           | Espulsioni            | Presenze | Reti   | Ammonizioni | Espulsioni |
| -------------- | -------- | -------- | ----------- | ---------- | ------------ | ------------ | ------------ | ------------ | --------------------- | --------------------- | --------------------- | --------------------- | -------- | ------ | ----------- | ---------- |
| P. Gori        | 27       | -25      | 3           | 1          | 2            | 0            | 0            | 1            | 0                     | -                     | -                     | -                     | 29       | -25    | 3           | 2          |
| R. Mancinelli  | 5        | -3       | 0           | 1          | 1            | -2           | 0            | 0            | 0                     | -                     | 0                     | -                     | 6        | -5     | 0           | 1          |
| C. Baican      | 20       | 0        | 7           | 1          | -            | -            | -            | -            | -                     | -                     | -                     | -                     | 20       | 0      | 7           | 1          |
| A. Signorini   | 3        | 0        | 0           | 0          | 0            | 0            | 0            | 0            | 0                     | -                     | -                     | -                     | 3        | 0      | 0           | 0          |
| E. D'Anna      | 24       | 1        | 9           | 0          | 2            | 0            | 0            | 0            | -                     | -                     | -                     | -                     | 26       | 1      | 9           | 0          |
| I. Pedrelli    | 12       | 1        | 5           | 0          | 2            | 0            | 0            | 0            | -                     | -                     | -                     | -                     | 14       | 1      | 5           | 0          |
| M. Anaclerio   | 14       | 0        | 4           | 1          | -            | -            | -            | -            | -                     | -                     | -                     | -                     | 14       | 0      | 4           | 1          |
| M. Rinaldi     | 9        | 0        | 2           | 0          | -            | -            | -            | -            | -                     | -                     | -                     | -                     | 9        | 0      | 2           | 0          |
| A. Siniscalchi | 18       | 1        | 4           | 1          | -            | -            | -            | -            | -                     | -                     | -                     | -                     | 18       | 1      | 4           | 1          |
| R. Bolzan      | 15       | 0        | 3           | 0          | 0            | 0            | 0            | 0            | -                     | -                     | -                     | -                     | 15       | 0      | 3           | 0          |
| M. Mengoni     | 25       | 0        | 0           | 0          | 0            | 0            | 0            | 0            | -                     | -                     | -                     | -                     | 25       | 0      | 0           | 0          |
| I. Rajcic      | 26       | 0        | 12          | 1          | -            | -            | -            | -            | 0                     | -                     | -                     | -                     | 26       | 0      | 12          | 1          |
| C. De Risio    | 5        | 0        | 3           | 1          | 0            | 0            | 0            | 0            | 0                     | -                     | -                     | -                     | 5        | 0      | 3           | 1          |
| V. Espinal     | 7        | 0        | 0           | 0          | 0            | 0            | 0            | 0            | 0                     | 0                     | -                     | -                     | 7        | 0      | 0           | 0          |
| A. Cristiani   | 9        | 0        | 1           | 0          | 0            | 0            | 0            | 0            | 0                     | 0                     | -                     | -                     | 9        | 0      | 1           | 0          |
| J. Montiel     | 25       | 2        | 5           | 1          | 0            | 0            | 0            | 0            | -                     | -                     | -                     | -                     | 25       | 2      | 5           | 1          |
| M. Mancosu     | 29       | 9        | 6           | 0          | 0            | 0            | 0            | 0            | 0                     | -                     | 0                     | -                     | 29       | 9      | 6           | 0          |
| L. Carotti     | 14       | 0        | 3           | 0          | 0            | 0            | 0            | 0            | -                     | -                     | -                     | -                     | 14       | 0      | 3           | 0          |
| M. Montini     | 12       | 2        | 2           | 0          | 0            | 0            | 0            | 0            | -                     | -                     | -                     | -                     | 12       | 2      | 2           | 0          |
| G. Davì        | 10       | 1        | 3           | -          | 2            | 1            | 0            | 0            | 1                     | -                     | 1                     | -                     | 13       | 2      | 4           | 0          |
| C. Altinier    | 10       | 6        | 1           | 0          | 0            | -0           | 0            | 0            | -                     | -                     | -                     | -                     | 10       | 6      | 1           | 0          |
| D. Germinale   | 21       | 5        | 7           | 0          | -            | -            | -            | -            | 0                     | -                     | -                     | -                     | 21       | 5      | 7           | 0          |
| C. Buonaiuto   | 15       | 0        | 0           | 0          | 0            | 0            | 0            | 0            | -                     | -                     | -                     | -                     | 15       | 0      | 0           | 0          |
| G. Cipriani    | 8        | 1        | 3           | 1          | -            | -            | -            | -            | -                     | -                     | -                     | -                     | 8        | 1      | 3           | 1          |
| E. Marchi      | 30       | 5        | 2           | 0          | 0            | 0            | 0            | 0            | -                     | -                     | -                     | -                     | 30       | 5      | 2           | 0          |
| A. Marotta     | 13       | 3        | 0           | 0          | 0            | 0            | 0            | 0            | -                     | -                     | -                     | -                     | 13       | 3      | 0           | 0          |